# Planetario Banda
Planetario es una banda musical chilena formada en la comuna de Peñalolen en el año 2015. Sus influencias musicales provienen del Indie, New Wave y el Pop nacional, reconociendo influencia de agrupaciones como: The Drumbs, Teleradio Donoso, Protistas.
El grupo está formado por Andrés Jaramillo (voz y guitarra), Pedro Palma (guitarra y segundas voces), Daniel Osorio (guitarras), Jose García (bajo) y Alan Osorio (batería).

## Discografía

### EP Planetario (2016)
El 24 de enero del 2016 Planetario lanzó su primer EP Homónimo de 4 canciones. Incluye canciones como "Ya No Existo" y "No Tiene Sentido", un trabajo autogestionado y producido por la misma banda. Con este disco comenzaron sus primeras presentaciones principalmente en casas, ferias de diseño, establecimientos educacionales y bares, llegando a tocar más de 50 veces solo en ese año.

### La Próxima Tormenta (2017)
El 2 de noviembre del 2017 lanzaron un segundo EP "La Próxima Tormenta", este disco contiene 4 canciones en formato acústico como "Mapas" e "Indagar" envueltas en un diseño sonoro tormentoso que se termina difuminando en sus 2 últimas canciones al sonido del viento y aves. Este disco es un intermedio entre su primer EP y LP oficial, que también incluirá las últimas 3 canciones de este EP en formato banda.

### CYAN (2019)
El 19 de abril de 2019 Planetario  presentó "Cyan", un EP compuesto por tres canciones. Según los integrantes de la banda, “Cyan representa los sueños, el optimismo y esperanza”. Así lo confirman las letras de “Adolescencia”, que habla de la esperanza de un espíritu joven al ver como se mueve el mundo. “Lo intento”,  trata de la perseverancia de vivir la vida según tus sueños y  por último “Piola” que hace referencia al apoyo y cariño de un ser querido.

### ROJO  (2019)
El 24 de mayo del 2019 lanzaron el segundo EP "Rojo". Según explicó la banda, este EP  representa “un lado más oscuro y triste de Planetario”, siendo así la contraparte de su EP anterior, "Cyan". La idea de refleja perfectamente en sus tres canciones “Dibujo”, “Indagar” y “Nada”, que hablan del desamor, problemas familiares y personales. El EP crea una atmósfera más íntima, con distorsiones desgarradoras y una base rítmica, aportando rabia e intensidad al mensaje de cada canción. 

### ZETA(2019)
Zeta es el primer LP de la banda, lanzado el 28 de julio del 2019. Esta nueva entrega une a "ROJO" y "CYAN" y suma cuatro nuevos temas: la versión formato banda de ""Tarde en la plaza" y "Qué sabes tú", publicadas en un formato acústico para "La Próxima Tormenta" en 2017. Además de "Casi" como canción inédita y "Caramelo". Este álbum es apuesta musical cargada de reflexiones propias de una generación que se despide de la adolescencia.

### El Último verano (2021)
El sencillo “El último verano“ fue lanzado el 8 de enero del 2021,  siendo el primero de una seguidilla de singles que serán la antesala de su próximo EP. El sencillo abre un nuevo periodo para la banda mostrando una propuesta íntima, con fuertes acercamientos a lo acústico, con el fin de indagar en el cómo la música ha sido un pilar fundamental, tanto para auditores como artistas, reflexionando sobre el papel que juega la composición al momento de plasmar lírica y música. Este sería el primero de una seguidilla de singles lanzados en el verano de 2021.

### Tirado, Pisoteado y Humillado (2021)
El segundo sencillo "Tirado, Pisoteado y Humillado" fue lanzado el 15 de enero del 2021. Este sencillo presenta una atmósfera onírica aportada por el uso de sintetizadores, el cual moldea a la perfección las bases de un tema que continúa con ese aspecto personal y evocador de este nuevo trabajo.

### Vaso de UWU (2021)
Un tercer sencillo fue lanzado el 22  de enero del 2021 titulado "Vaso de UWU". La canción hace referencia a un vaso de agua congelado, tal como indica el vocalista de la banda Andrés Jaramillo “Detrás de la canción están los problemas que hay en las relaciones y el vaso de agua está congelado, la relación ya está fría." 

### Si se acaba el mundo (2021)
Este sencillo fue lanzado el 29 de enero del 2021. "Si se acaba el mundo" presenta una nueva sensibilidad ligada al rap, bastante novedoso para la banda y que aporta a una posible expansión de sonoridades más allá de su habitual propuesta.

### No sé quién soy (2021)
En este quinto sencillo lanzado el 5 de febrero del 2021, la banda dejó de lado la estela acústica que venía mostrando en los otros cortes, apostando por un sonido ligado al indie pop. Esta canción plantea diversos tópicos líricos que hacen eco de la fragilidad y soledad.

### Fuego (2021)
Siendo este el sexto sencillo de su próximo EP "Fuego" es lanzado el 12 de febrero del 2021. La lírica de "Fuego"  presenta una analogía sobre "cómo los problemas se convierten en llamas que queman, hasta que decidimos soplar e intentar apagarlas"

### Cansado, Quebrado (2021)
"Cansado, Quebrado" lanzado el 19 de febrero de 2021, es el epílogo del EP "El Último verano". Con una melodía liviana y pegajosa, en el sencillo Planetario transforma su sonido clásico en un ritmo bailable y lo estiliza con un toque sonoro oriental, donde se mezclan la guitarra acústica con arreglos minimalistas de sintetizador.